# Begi (Éthiopie)
Pour les articles homonymes, voir Begi (homonymie).
Begi, également appelée Beica ou Bega, est une ville de l'ouest de l'Éthiopie située dans la zone Mirab Welega de la région Oromia. Elle se trouve à 1 673 mètres d'altitude. Elle est le centre administratif du woreda Begi.
L'aéroport de Beica aujourd'hui abandonné desservait la ville. [Quand ?]